# 拟须唇蛇属
拟须唇蛇属（学名：Parafimbrios）是爬行纲有鳞目闪皮蛇科的一属，分布于老挝、越南、泰国及中华人民共和国云南省等地区。

## 形态特征
拟须唇蛇上颌齿有27枚，后齿逐渐略微变大（与平均值相比）；头颈区分不明显；背鳞小，圆形或近矩形，通体每个腹板对应两行背鳞；椭圆形瞳孔垂直；身体适度延长；腹鳞大呈圆形；尾下鳞完整；泄殖腔板完整；半阴茎短，分叉，远端一半处有强刺。

## 物种
本属目前包含2种：
- 老挝拟须唇蛇 Parafimbrios lao (Teynié, David, Lottier, Vidal & Nguyen, 2015) ：分布于老挝、越南、泰国及中国云南省
- 越南拟须唇蛇 Parafimbrios vietnamensis (Ziegler, Ngo, Pham, Nguyen, Le & Nguyen，2018) ：分布于越南莱州省